# Jabłoń-Śliwowo
Jabłoń-Śliwowo – wieś w Polsce położona w województwie podlaskim, w powiecie wysokomazowieckim, w gminie Nowe Piekuty.
W latach 1975–1998 miejscowość administracyjnie należała do województwa łomżyńskiego.
Wierni kościoła rzymskokatolickiego należą do parafii św. Apostołów Piotra i Pawła w Jabłoni Kościelnej.

## Historia wsi
Wieś założona w XV lub XVI w. Wraz z pobliskimi wsiami tworzyła okolicę szlachecką Jabłoń, wzmiankowaną w XV w..  Wsie rozróżnione drugim członem nazwy.
W roku 1528 mieszkali tu: Szczep Karol i Mikołaj Adreiewicz. Wystawili 2 jeźdźców na wyprawę wojenną.
Początkowo zasiedlana przez Jabłońskich herbu Jasieńczyk, później w posiadaniu innych rodów, przede wszystkim Śliwowskich herbu Jasieńczyk. W roku 1580 wymienieni: Piotr syn Józwy Śliwowskiego, Wojciech Warchel, Jan syn Andrzeja Śliwowskiego, Adam Śliwowski syn Józwy i Marcin syn Stanisława.
W I Rzeczypospolitej miejscowość należała do ziemi bielskiej.
W roku 1827 wieś liczyła 24 domy i 121 mieszkańców. Pod koniec XIX w. należała do powiatu mazowieckiego, gmina Piekuty, parafia Jabłoń. Domów 22, grunty rolne w średniej glebie o powierzchni 296 morg. Las sosnowy opałowy.
W 1891 roku wieś zamieszkiwało 28 drobnoszlacheckich gospodarzy. Powierzchnia przeciętnego gospodarstwo wynosiła około 6,3 ha.
Latem, 1915 r. w pobliżu wsi miały miejsce walki niemiecko-rosyjskie.
Dane z 1921 r. mówią o 31 domach i 175 mieszkańcach (jeden wyznania prawosławnego).
Współcześnie miejscowość liczy 25 domów i 133 mieszkańców.

## Obiektyzabytkowe
- Cmentarz wojenny z okresu I wojny światowej[9].